# Mesochorus calais
Mesochorus calais är en stekelart som beskrevs av Henry Lorenz Viereck 1917. Mesochorus calais ingår i släktet Mesochorus och familjen brokparasitsteklar. Inga underarter finns listade i Catalogue of Life.